# Edmond Huguet
Pour les articles homonymes, voir Huguet.
Edmond Eugène Auguste Huguet, né le 19 juin 1863 au Blanc (Indre) et mort le 21 mars 1948 à Paris 5e, est un grammairien et professeur d'université spécialiste du français préclassique.

## Biographie
Edmond Eugène Auguste Huguet naît le 19 juin 1863 d'un père médecin. 
Il fait ses études aux collèges de Châtellerault et d'Auxerre puis au lycée d'Amiens où il est bachelier ès lettres. Il entre en classe préparatoire au lycée Saint-Louis et fréquente ensuite l'École normale supérieure de Paris à partir de 1884. Il est licencié ès lettres en 1885, puis agrégé de grammaire en 1887. 
Le 13 juin 1894, il soutient ses deux thèses de doctorat ès lettres à la Faculté de Paris. La première, en français, s'intéresse à la syntaxe de François Rabelais, comparée à celle de ses contemporains. La deuxième, en latin, dévoile comment un certain d'Audiguier a corrigé l'évêque et traducteur Jacques Amyot. 
Il se marie le 9 juillet 1920 à Paris avec Marguerite Desponds, née le 15 novembre 1881 au Havre et morte le 30 décembre 1954 à Paris 5e. Le couple n'a pas eu d'enfants.

## Carrière universitaire
Sa carrière académique débute en 1887, où il exerce en tant que professeur de 3e puis de 2de au lycée de Châteauroux. Il est ensuite professeur à l'École Monge de 1889 à 1894. En 1894, il accède au statut de maître de conférences de grammaire à la faculté des lettres de Caen puis devient professeur de grammaire et philologie dans la même faculté en 1901. Il enseigne ensuite en qualité de maître de conférences de grammaire et histoire de la langue française à la faculté des lettres de Paris (1910-1921). Il est en outre maître de conférences à l’École normale supérieure de Paris en 1913. Il devient professeur de philologie française à la faculté des lettres de Paris en 1923 et est admis à la retraite en 1933.
Edmond Huguet est collaborateur de la Revue d'histoire littéraire de la France ou encore de la Revue de philologie française et de littérature.
À sa mort, le quatrième tome de son Dictionnaire de la langue française du seizième siècle (de) n’avait pas encore achevé sa parution. Edmond Huguet ayant légué le manuscrit complet de la fin de son œuvre à l’institut de français de la faculté des lettres de Paris, le professeur Henri Chamard assura la direction de publication jusqu’à sa mort en 1952, puis une équipe du CNRS, composée de Raymond Lebègue, Verdun-Léon Saulnier, Robert-Léon Wagner, Robert Marichal et Hélène Naïs, assura la fin de la publication.

## Œuvres
Parmi les ouvrages écrits par Edmond Huguet figurent : 
- Étude sur la syntaxe de Rabelais (thèse de doctorat), 1894

- Quomodo Jacobi Amyot sermonem quidam d'Audiguier emendaverit (thèse de doctorat), 1894
- Pages choisies de Rabelais, 1895
- Édition de la Précellence du langage françoys d'Henri Estienne, 1896
- Portraits et récits extraits des prosateurs du XVIe siècle, 1897
- Les métaphores et les comparaisons dans l'œuvre de Victor Hugo, le sens de la forme dans les métaphores de Victor Hugo, 1904
- Les métaphores et les comparaisons dans l'œuvre de Victor Hugo, la couleur, la lumière et l'ombre dans les métaphores de Victor Hugo, 1905
- Petit glossaire des classiques français du XVIIe siècle, 1919, 3e éd. (1re éd. 1907)

- L'évolution du sens des mots depuis le XVIe siècle, 1934
- Mots disparus ou vieillis depuis le XVIe siècle, 1935
- Dictionnaire de la langue française du seizième siècle, t. 1, Paris, Honoré Champion, 1925

- Dictionnaire de la langue française du seizième siècle, t. 2, Paris, Honoré Champion, 1932
- Dictionnaire de la langue française du seizième siècle, t. 3, Paris, Didier, 1944
- Dictionnaire de la langue française du seizième siècle, t. 4, Paris, Didier, 1950
- Dictionnaire de la langue française du seizième siècle, t. 5, Paris, Didier, 1961
- Dictionnaire de la langue française du seizième siècle, t. 6, Paris, Didier, 1965
- Dictionnaire de la langue française du seizième siècle, t. 7, Paris, Didier, 1967

## Distinctions
- Chevalier de la Légion d'honneur nommé le 26 mai 1914[6].
- Officier de la Légion d'honneur promu le 13 juillet 1933, reçu le 26 octobre 1933[6].